# Rădăuţi
Rădăuți (rumænsk udtale: [rədəˈut͡sʲ]; tysk: Radautz; ungarsk: Radóc; polsk: Radowce; ukrainsk: Радівці, Radivtsi; jiddisch: ראַדעװיץ Radevits; tyrkisk: Radoviçe) er en by i distriktet Suceava  i det nordøstlige Rumænien. Den er beliggende i den historiske region Bukovina. Rădăuți er den tredjestørste bymæssig bebyggelse i distriktet, med et indbyggertal på  24.292 (2021). Den blev erklæret en kommune i 1995 sammen med to andre byer i Suceava distrikt: Fălticeni og Câmpulung Moldovenesc. Rădăuți dækker et areal på 32,30 km² og var hovedstad i det tidligere Rădăuți distrikt (indtil 1950).

## Geografi
Rădăuți ligger i Bukovina, på en slette mellem floderne Suceava og Sucevița, 37 km nordvest for Suceava, distriktshovedstaden. Byen ligger i lavningen med samme navn i 375 meters højde. Det er en af de ældste bebyggelser i Moldavien, kendt siden det 15. århundrede. Byerne Siret, Solca, Milişăuţi og Vicovu de Sus ligger relativt tæt på byen i Rădăuți bys indflydelsesområde.

## Galleri
- Rådhuset
- Tidligere præfekturbygning på Union Square
- Eudoxiu Hurmuzachi Skole
- Queen Elizabaeth Grundskole
- Etnografisk Museum
- Rumænske Commercial Bank
- CFR-tog kører gennem byen
- Statue af Bogdan 1. Equestrian af Marius Butunoiu
- Bogdana Kloster
- Ortodoks katedral
- Romersk katolsk kirke
- Jødisk tempel